# Municipio de Elm River (Illinois)
El municipio de Elm River (en inglés: Elm River Township) es un municipio ubicado en el condado de Wayne en el estado estadounidense de Illinois. En el año 2010 tenía una población de 276 habitantes y una densidad poblacional de 2,95 personas por km².

## Geografía
El municipio de Elm River se encuentra ubicado en las coordenadas 38°31′9″N 88°18′33″O / 38.51917, -88.30917. Según la Oficina del Censo de los Estados Unidos, el municipio tiene una superficie total de 93.46 km², de la cual 93,29 km² corresponden a tierra firme y (0,18 %) 0,17 km² es agua.

## Demografía
Según el censo de 2010, había 276 personas residiendo en el municipio de Elm River. La densidad de población era de 2,95 hab./km². De los 276 habitantes, el municipio de Elm River estaba compuesto por el 100 % blancos. Del total de la población el 0 % eran hispanos o latinos de cualquier raza.